# Oligia ikondae
Oligia ikondae är en fjärilsart som beskrevs av Emilio Berio 1975. Oligia ikondae ingår i släktet Oligia och familjen nattflyn. Inga underarter finns listade i Catalogue of Life.